# Microcorys queenslandica
Microcorys queenslandica là một loài thực vật có hoa trong họ Hoa môi. Loài này được C.T.White mô tả khoa học đầu tiên năm 1944.